# 烏特羅亞河
57°22′26.9″N 28°11′19.8″E / 57.374139°N 28.188833°E

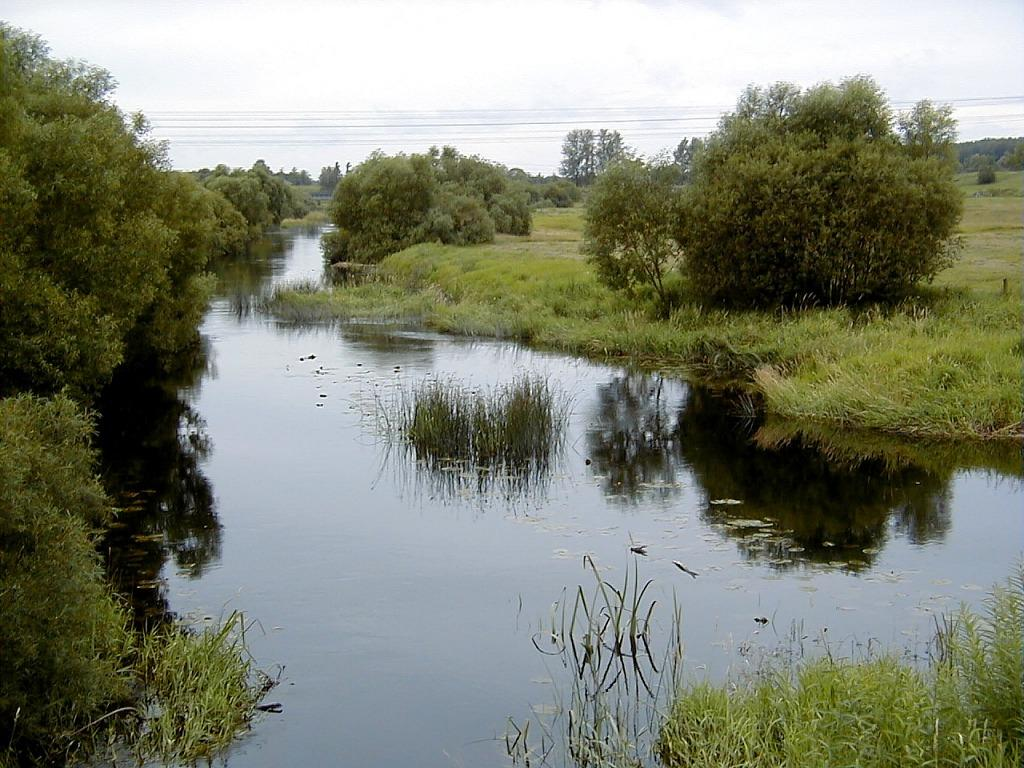

烏特羅亞河（俄语：Утроя），是東歐的河流，位於拉脫維亞和俄羅斯，屬於韋利卡亞河的左支流，河道全長176公里，流域面積3,000平方公里，支流有勒扎河，河畔城鎮有卡爾薩瓦和佩塔洛沃。